# Guadalupe Saldaña Cisneros
María Guadalupe Saldaña Cisneros (Puruándiro, Michoacán de Ocampo; 30 de marzo de 1972) es una política mexicana, militante del Partido Acción Nacional. Desde el 1 de septiembre de 2018 es senadora de la República en la LXIV legislatura en representación del estado de Baja California Sur.

## Primeros años
María Guadalupe Saldaña Cisneros nació el 30 de marzo de 1972 en Puruándiro, Michoacán, México. Estudió la licenciatura en educación primaria en la Benemérita Escuela Normal Urbana «Profesor Domingo Carballo Félix». De 1994 a 2002 ejerció como maestra de primaria en varias escuelas públicas. De 2006 a 2007 fue asesora en la Universidad Pedagógica Nacional.

## Trayectoria política
El 17 de agosto de 1996 inició su militancia en el Partido Acción Nacional (PAN). De 2002 a 2005 fue regidora del municipio de Los Cabos durante la presidencia municipal de Ulises Omar Ceseña Montaño. En 2005 fue candidata a diputada del Congreso del Estado de Baja California Sur. De 2011 a 2012 fue secretaria general del Partido Acción Nacional en el estado de Baja California Sur. En las elecciones federales de 2012 fue candidata a senadora de la República por el PAN para el estado de Baja California Sur. De 2012 a 2014 fue representante del gobernador Marcos Alberto Covarrubias Villaseñor ante el municipio de Los Cabos.
De 2015 a 2018 fue diputada del Congreso del Estado de Baja California Sur en la XIV legislatura en representación del distrito VIII del estado. De 2017 a 2018 fue consejera nacional del Partido Acción Nacional.

## Senadora de la República
En las elecciones federales de 2018 fue postulada por el Partido Acción Nacional como senadora por el estado de Baja California Sur. Tras los comicios ocupó el cargo como senadora de primera minoría en la LXIV Legislatura del Congreso de la Unión desde el 1 de septiembre de 2018. Dentro del congreso es secretaria de la mesa directiva del Senado de la República. Además es secretaria de la comisión de medio ambiente, recursos naturales y cambio climático.